# Ante Rebić
Ante Rebić (21. září 1993 Split, Chorvatsko) je chorvatský fotbalový útočník, který od léta 2024 hraje za italské Lecce.
V roce 2013 vyhrál anketu o největší naději chorvatského fotbalu.[zdroj?]

## Kariéra

### Klubová
Začínal v týmech NK Vinjani, NK Imotski a RNK Split, za který hrál od roku 2011 první ligu dospělých. V roce 2013 ho koupil italský klub ACF Fiorentina, který ho po sezóně uvolnil na hostování do RB Leipzig, Hellasu Verona a Frankfurt. V roce 2018 vyhrál Rebić s Frankfurtem DFB-Pokal, k finálovému vítězství 3:1 nad FC Bayern Mnichov přispěl dvěma brankami.

### Reprezentační
Za chorvatskou juniorskou reprezentaci startoval na Mistrovství světa ve fotbale hráčů do 20 let 2013, kde jeho tým skončil v osmifinále; zaznamenal na turnaji dvě branky. V seniorském národním mužstvu debutoval v roce 2013. Zúčastnil se mistrovství světa ve fotbale 2014 a mistrovství světa ve fotbale 2018, kde vstřelil úvodní branku v zápase základní skupiny D proti Argentině, který Chorvatsko vyhrálo 3:0.

## Přestupy
Zdroj:
- z RNK Split do Fiorentina za 4 500 000 Euro
- z Fiorentina do Lipsko za 600 000 Euro (hostování)
- z Fiorentina do Frankfurt za 4 500 000 Euro
- z Frankfurt do Milán za 6 700 000 Euro
- z Milán do Beşiktaş zadarmo

## Statistiky
| Sezóna               | Klub                 | Liga                 | Liga   | Liga | Ligové poháry | Ligové poháry | Ligové poháry | Kontinentální poháry | Kontinentální poháry | Kontinentální poháry | Celkem | Celkem |
| Sezóna               | Klub                 | Soutěž               | Zápasy | Góly | Soutěž        | Zápasy        | Góly          | Soutěž               | Zápasy               | Góly                 | Zápasy | Góly   |
| -------------------- | -------------------- | -------------------- | ------ | ---- | ------------- | ------------- | ------------- | -------------------- | -------------------- | -------------------- | ------ | ------ |
| 2010/11              | RNK Split            | 1.HNL                | 1      | 1    | CHP           | 0             | 0             | -                    | 0                    | 0                    | 1      | 1      |
| 2011/12              | RNK Split            | 1.HNL                | 20     | 5    | CHP           | 1             | 0             | EL                   | 3                    | 0                    | 24     | 5      |
| 2012/13              | RNK Split            | 1.HNL                | 29     | 10   | CHP           | 2             | 2             | -                    | 0                    | 0                    | 31     | 12     |
| 2013                 | RNK Split            | 1.HNL                | 4      | 0    | CHP           | 0             | 0             | -                    | 0                    | 0                    | 4      | 0      |
| Celkem za Split      | Celkem za Split      | Celkem za Split      | 54     | 16   | -             | 3             | 2             | -                    | 3                    | 0                    | 60     | 18     |
| 2013/14              | Fiorentina           | Serie A              | 4      | 1    | IP            | 1             | 1             | EL                   | 0                    | 0                    | 5      | 2      |
| 2014/15              | Lipsko               | 2.Bundesliga         | 10     | 0    | NP            | 1             | 0             | -                    | 0                    | 0                    | 11     | 0      |
| 2015/16              | Fiorentina           | Serie A              | 4      | 1    | IP            | 1             | 0             | EL                   | 2                    | 0                    | 7      | 1      |
| Celkem za Fiorentinu | Celkem za Fiorentinu | Celkem za Fiorentinu | 8      | 2    | -             | 2             | 1             | -                    | 2                    | 0                    | 12     | 3      |
| 2016                 | Verona               | Serie A              | 10     | 0    | IP            | 0             | 0             | -                    | 0                    | 0                    | 10     | 0      |
| 2016/17              | Eintracht Frankfurt  | Bundesliga           | 24     | 2    | NP            | 4             | 1             | -                    | 0                    | 0                    | 28     | 3      |
| 2017/18              | Eintracht Frankfurt  | Bundesliga           | 25     | 6    | NP            | 3             | 3             | -                    | 0                    | 0                    | 28     | 9      |
| 2018/19              | Eintracht Frankfurt  | Bundesliga           | 28     | 9    | NP+NS         | 0+1           | 0+0           | EL                   | 9                    | 1                    | 38     | 10     |
| 2019                 | Eintracht Frankfurt  | Bundesliga           | 1      | 0    | NP            | 1             | 3             | EL                   | 4                    | 0                    | 6      | 3      |
| Celkem za Frankfurt  | Celkem za Frankfurt  | Celkem za Frankfurt  | 78     | 17   | -             | 9             | 7             | -                    | 13                   | 1                    | 100    | 25     |
| 2019/20              | Milán                | Serie A              | 26     | 11   | IP            | 4             | 1             | -                    | 0                    | 0                    | 30     | 12     |
| 2020/21              | Milán                | Serie A              | 27     | 11   | IP            | 1             | 0             | EL                   | 5                    | 0                    | 33     | 11     |
| 2021/22              | Milán                | Serie A              | 24     | 2    | IP            | 3             | 0             | LM                   | 2                    | 1                    | 29     | 3      |
| 2022/23              | Milán                | Serie A              | 23     | 3    | IP+IS         | 0+1           | 0+0           | LM                   | 7                    | 0                    | 31     | 3      |
| Celkem za Milán      | Celkem za Milán      | Celkem za Milán      | 100    | 27   | -             | 9             | 1             | -                    | 14                   | 1                    | 123    | 29     |
| 2023/24              | Beşiktaş             | Süper Lig            | 13     | 0    | TP            | 2             | 1             | EKL                  | 6                    | 0                    | 19     | 0      |
| 2024/25              | Lecce                | Serie A              | 25     | 1    | IP            | 1             | 0             | -                    | 0                    | 0                    | 26     | 1      |
| Celkově              | Celkově              | Celkově              | 300    | 63   | -             | 27            | 12            | -                    | 38                   | 2                    | 361    | 77     |

## Úspěchy

### Klubové
- vítěz italské ligy (1x)

Milán: 2021/22
- vítěz německého poháru (1x)

Frankfurt: 2017/18
- vítěz tureckého poháru (1x)

Beşiktaş: 2023/24

### Reprezentační
- 2× na MS (2014, 2018 - stříbro)
- 1× na ME (2020)
- 1× na MS U20 (2013)

### Vyznamenání
Řád vévody Branimira (13. 11. 2018) z podnětu Prezidenta Chorvatska